# Vicq-d'Auribat
Vicq-d'Auribat är en kommun i departementet Landes i regionen Nouvelle-Aquitaine i sydvästra Frankrike. Kommunen ligger i kantonen Montfort-en-Chalosse som tillhör arrondissementet Dax. År 2022 hade Vicq-d'Auribat 249 invånare.

## Befolkningsutveckling
Antalet invånare i kommunen Vicq-d'Auribat
Referens:INSEE